# Udlevering (Jura)
 Denne artikel omhandler overvejende eller alene danske forhold. Hjælp gerne med at gøre artiklen mere almen.
Udlevering er et begreb, der bl.a. omfatter en stats overlevering af en person til retsforfølgelse i en anden stat. En suveræn stat er ifølge international ret ikke forpligtet til at overdrage statens statsborgere til andre lande. En stat kan imidleritd have en interesse i at retsforfølge andre staters statsborgere, hvis disse har begået forbrydelser, der rammer staten eller statens interesser. Mange stater har derfor indgået såkaldte udleveringsaftaler, hvorefter staterne under visse betingelser er forpligtet til at udlevere egne statsborgere til en anden stat, ligesom starene kan begære andre landes startsborgere udleveret til sig. 
Hvis man er sigtet, tiltalt eller dømt for en strafbar handling i en anden stat, vil man evt. kunne udleveres af den danske stat. Kravene til en udlevering til de øvrige nordiske lande er relativt milde. Der er større krav til en udlevering til de andre EU-stater, og størst er kravene til alle andre udleveringer. Udleveringer til stater udenfor Norden er reguleret af Udleveringsloven.

## Danske udleveringssager
En kendt sag er om den danske statsborger Niels Holck, som den indiske stat, hidtil uden held, søger udleveret af Danmark.
Den første dansker, der blev udleveret til en stat uden for EU var Camilla Broe, som blev udleveret til USA. Hun endte dog med at blive tilkendt erstatning, idet sagen var blevet forældet. Camilla Broe sagen blev anket til Højesteret. Højesteret fastslog, at en erklæring om forholdets mulige forældelse var nok, og udleveringsbetingelserne dermed opfyldt. Danmark er dermed ikke erstatningsforsvarligt. En afgørelse, der er på kanten med Den Europæiske Menneskerettighedskonvention 5 Stk 5. Retten til frihed og sikkerhed (Enhver, der har været genstand for anholdelse eller forvaring i modstrid med bestemmelserne i denne Artikel, har ret til erstatning). Denne bestemmelse fastslog Højesteret ikke gælder i udleveringssager, hvis det pågældende land ikke giver erstatning. I USA kan man ikke søge erstatning, da det 11. tillæg til den amerikanske forfatning ikke kan lægge sag an mod staten. Dette betyder, at i fremtidige udleveringssager er det i orden at fængsle uskyldige og sende dem i fængsel uden mulighed for at få erstatning for det. I USA skal man stadig betale sagens omkostninger ved frifindelse. Hvor vidt dette forhold er rimelige, at man ingen retssikkerhed har i udleveringssager og ikke kan opnår erstatning for det, hvis man udleveres til lande, der ikke er forpligtet til at overholde EMRK, kan man diskutere. Det er dog et faktum, at holdningen hos Folketinget indtil videre er, at det er i orden, at uskyldige kan udleveres til ren straf.
Der har dog været en udleveringssag, hvor det er lykkedes at få erstatning i USA. Det er sagen med Flemming Ralk, men her var der tale om mishandling og ikke bare tale om en almindelig udleveringssag. Erstatning i USA bliver normalt først muligt, hvis man først er blevet dømt for senere at blive frikendt. Erstatning for fængsling i forbindelse med en udleveringssag til USA er umuligt, hvis ikke andre forhold gør sig gældende, end man har fået prøvet sin sag ved de amerikanske domstole.